# Silberelektrolyt
Als Silberelektrolyte bezeichnet man verschiedene silberhaltige Lösungen, die zum galvanischen Versilbern von Oberflächen dienen. 
Man unterscheidet folgende Elektrolyttypen:
- Cyanidhaltige Silberelektrolyte enthalten hauptsächlich Kaliumcyanoargentat oder Silbercyanid sowie Kaliumcyanid oder Natriumcyanid. Einfache cyanidhaltige Elektrolyte führen zu einem matten Silberüberzug. Will man einen glänzenden Überzug, muss man mit speziellen Glanzzusätzen arbeiten oder nachträglich polieren.
- Cyanidfreie Silberelektrolyte arbeiten auf Basis von z. B. Thiosulfatokomplexen des Silbers. Mit solchen Elektrolyten lassen sich glänzende Überzüge abscheiden.

Als Anode wird Silber mit einem hohen Reinheitsgrad verwendet.
Durch die besonderen elektrochemischen Eigenschaften des Silbers besteht bei vielen zu versilbernden Metallen die Gefahr, dass sich schon im Moment des Eintauchens in den Elektrolyten spontan (chemisch) eine unbrauchbare Silberschicht bildet (Sudabscheidung). Die anschließende elektrolytische Versilberung wird dadurch fehlerhaft oder nicht haftfest. Aus diesem Grund ist in vielen Fällen eine Vorbehandlung erforderlich. Dazu gibt es die folgenden Möglichkeiten:
- Beim Verquicken wird der zu versilbernde Gegenstand kurz in eine Quecksilbersalzlösung getaucht. Es bildet sich eine dünne Quecksilberschicht. Es gibt cyanidhaltige und saure Verquickungslösungen. Wegen der Toxizität wird das Verquicken fast nicht mehr angewendet.
- Vorvernickeln z. B. mit einem sauren Nickelelektrolyten.
- Vorversilbern mit einem besonderen Elektrolyten und besonderen Prozessparametern (höhere Spannung, hohe Cyanidkonzentration, niedriger Silbergehalt).

Silber ist nicht anlaufbeständig. Bekannt ist die dunkle Verfärbung auf Tafelsilber, die vor allem bei Anwesenheit von Schwefelverbindungen entsteht. Um das Anlaufen zu verhindern, gibt es verschiedene Möglichkeiten:
- Man kann auf den Silberüberzug eine dünne Rhodiumschicht von meist unter 1 µm elektrolytisch aufbringen.
- Eine andere Möglichkeit besteht in der Chromatierung des Silberüberzugs. Die Chromatierung von Silber kann chemisch oder elektrolytisch durchgeführt werden.
- Man kann eine organische Schutzschicht wie Wachs oder Lack aufbringen.
- Eintauchen der versilberten Gegenstände in eine verdünnte Kupferchloridlösung und Anlegen eines Wechselstroms.